# Linus (stripblad)
Linus is een Italiaans tijdschrift met voornamelijk strips. Linus verscheen voor het eerst in april 1965 en was het eerste maandblad in Italië dat kwaliteitsstrips voor volwassenen bracht. Linus bracht werk van Italiaanse tekenaars als Hugo Pratt en Guido Crepax, maar ook Amerikaanse strips zoals Peanuts. Het blad verscheen onafgebroken tot 2013 en hernam toen na een interval van enkele maanden.